# Madonna di San Luca, Bologna
Svetišče Najblaženejše Device svetega Luke (italijansko Santuario della Madonna di San Luca, v celoti Santuario della Beata Vergine di San Luca), je cerkev tik pred Bologno na Colle della Guardia, delno gozdnatem griču z višino približno 300 m. Do svetišča je mogoče priti iz mesta iz Porta Saragozza, enih od starodavnih vrat Bologne, skozi Portico di San Luca, dolgo skoraj štiri kilometre. Ta poteka po ulici Via Saragozza, ki jo na koncu prečka preko monumentalnega Arco del Meloncello iz leta 1732, da se nato povzpne do svetišča. Cerkev ima od leta 1907 naziv manjša bazilika.[1]
Legenda pripoveduje o Azzolini in Beatrice, ustanoviteljicah majhnega samostana, ki sta hranili ikono Gospe Hodegetrije z malim Jezusom. Podobo naj bi leta 1160 iz Konstantinopla ukradel romar in jo dal samostanu. Samostan se je skozi stoletja vztrajno širil, sedanjo stavbo je leta 1723 zgradil Carlo Francesco Dotti nad prejšnjo stavbo. Stranske lože je dokončal Giovanni Giacomo Dotti leta 1774 po načrtih svojega očeta.
Notranjost svetišča, zgrajenega na podlagi grškega križa, krasijo umetnine Donata Cretija, Guida Renija, Vittoria Bigarija, Guercina in Domenica Pestrinija. Srebrno zaščitno prevleko portreta je leta 1625 izdelal flamski zlatar in srebrnar Jan Jacobs.

## Zgodovina
Cerkev oziroma kapela je na hribu obstajala približno tisoč let. Po izročilu je romar Teoklej od menihov bazilike Hagije Sofije v Carigradu prejel Lukovo podobo, to je podobo Matere božje, ki jo pripisujejo evangelistu Luku, da bi jo hranil na »stražarskem griču« (italijansko Colle della Guardia). Teoklej se je odpravil v Italijo iskat ta hrib, za katerega je izvedel od senatorja Pascipovera v Rimu, da je blizu Bologne. Tu je podobo izročil škofu Gerardu Grassiju, ki jo je 8. maja 1160 zaupal dvema pobožnima ženama Azzolini in Beatrice Guezi, puščavnicama, živečima na griču. Plošča je bila shranjena v majhni cerkvici, posvečeni svetemu Luku, in ljudje so jo kmalu začeli častiti. Angelica Bofantini je smela cerkev leta 1194 s podporo papeža Celestina III. razširiti.
Cerkev so začeli graditi leta 1193. Leta 1294 so na to mesto prišli nekateri bratje dominikanskega reda iz samostana Ronzano, ki je red ostal tukaj do Napoleonove zatrtja leta 1799.
Sedanja cerkev je bila zgrajena leta 1723 po načrtih Carla Francesca Dottija. Stranske zunanje tribune je zgradil sin Carla Francesca, Giovanni Giacomo, po očetovih načrtih. Centralno zasnovano svetišče ima poslikana dela Domenica Pestrinija, Donata Cretija (druga kapela na desni); Guido Reni (Marijino vnebovzetje v tretjem oltarju na desni), Giuseppe Maria Mazza v kapeli sv. Antona Padovanskega, Vittorio Bigari (freske) in Guercino (zakristija). Štukature so delo A. Borellija in G. Calegarija, kipi pa Angela Piòja.
Spomladi leta 1433, ko je bil blaženi Niccolò Albergati škof mesta, je močno deževje ogrozilo letino. Da bi preprečil lakoto, je Graziolo Accarisi, svetovalec sveta, po firenški navadi predlagal, da bi ikono v procesiji odnesli v mesto in prosili za konec deževja. Ko so 5. julija ikono prenesli v mesto, je dež dejansko prenehal. Bilo je veliko praznovanje s tridnevno procesijo po mestu in podobo so prinesli nazaj v svetišče. Na željo prebivalstva so to procesijo ponavljali vsako leto.
Čaščenje te Marijine podobe je postalo tako razširjeno, da so se odločili zgraditi dolg obokan hodnik od mestnih vrat Zaragoze do svetišča, da bi zaščitili podobo pred vremenskimi vplivi na poti v mesto. K tej gradnji so prispevali vsi občani vsa leta od 1674 do in je sestavljena iz 666 obokov in 15 kapel. Z dolžino 3,7 km je verjetno najdaljša arkada na svetu. Arco del Meloncello se pridružuje tudi Portico della Certosa, ki povezuje cerkev neposredno z mestnim pokopališčem Cimitero della Certosa.
Leta 1603 je Marijino podobo okronal nadškof Alfonso Paleotti, leta 1857 pa je prejela dragocen diadem iz rok papeža Pija IX.
Od leta 1433 podobo Device Marije nosijo v mesto, kar je povzročilo veliko naklonjenost Bolonjčanov. Od leta 1476 je bil praznik prestavljen iz julija na teden pred praznikom vnebohoda. Praznovanja se začnejo z »odhodom« podobe v soboto pred peto nedeljo po veliki noči. Ikona vstopi v mesto v procesiji skozi Portico di San Luca in jo v dolgi procesiji ponesejo skozi staro mestno jedro do katedrale v Bologni. V sredo jo bo druga procesija popeljala do bazilike San Petronio, kjer bo bolonjski škof pred njo opravil blagoslov. Na praznik Gospodovega vnebohoda se podoba vrne v svetišče.
V vratarnici Porta Saragozza je muzej, posvečen običajem, povezanim s podobo Device Marije.

## Kolesarstvo
Cesta, ki vodi do cerkve, se pogosto uporablja za profesionalne kolesarske dirke. Italijanska jesenska klasična dirka Giro dell'Emilia se konča na dirkališču, kjer se morajo kolesarji večkrat povzpeti po cesti. Uporabljena je bila tudi na Giru d'Italia, kjer je debitiral leta 1956 v posamični vožnji na čas, in zmagal Charly Gaul.

## Žičnica
Od leta 1931 do 1976 je žičnica vozila od vznožja hriba na obrobju Bologne do vrha. Skupna razdalja, prevožena v 7 minutah potovanja, je bila 1328 m z navpično razliko 220 m. Zaprta je bila zaradi povečane uporabe osebnega prevoza za vzpon na hrib. Zgornja postaja je zapuščena, vendar nedotaknjena, spodnja postaja je bila spremenjena v stanovanja, vendar strukturno ostaja enaka, en sam steber pa ostaja nedotaknjen.